# Großsteingrab Grönwohld
Das Großsteingrab Grönwohld ist eine megalithische Grabanlage der jungsteinzeitlichen Trichterbecherkultur bei Noer im Kreis Rendsburg-Eckernförde in Schleswig-Holstein. Es trägt die Sprockhoff-Nummer 114.

## Lage
Das Grab befindet sich am Ostrand der Gemeinde Noer im Gehege Lehmrott. Benannt ist es nach dem östlich angrenzenden Grönwohld, einem Ortsteil der Gemeinde Schwedeneck. In der näheren Umgebung gibt es zahlreiche weitere Großsteingräber: 1,6 km nordwestlich befindet sich das Großsteingrab Noer 1, 2,3 km westlich liegen die Großsteingräber Noer 2 und 3, 2,7 km ostsüdöstlich die Großsteingräber bei Birkenmoor und 2,9 km westlich die Großsteingräber bei Lindhöft.

## Beschreibung
Die Anlage besitzt ein annähernd ost-westlich orientiertes rechteckiges Hünenbett mit einer Länge von 18 m und einer Breite von 5 m. Von der Umfassung konnte Ernst Sprockhoff 1933 noch 26 Steine ausmachen, von denen aber nur noch wenige in situ standen. Die Hügelschüttung weist keine Anzeichen einer Störung auf. Eine Grabkammer ist nicht zu erkennen. Ob diese vollständig mit Erde bedeckt ist oder ob es sich um ein kammerloses Hünenbett handelt, lässt sich nicht sicher bestimmen.